# 周济 (1962年)
周济（1962年2月10日—），吉林九台人，吉林大学、北京大学肄业，中国工程院院士，清华大学教授。

## 生平
1962年2月10日，周济出生在吉林省九台县（今长春市九台区）。1978年10月，周济考入吉林大学电子科学系，学习半导体化学，1983年取得得理学学士学位。同年9月进入中国科学院长春物理研究所成为一名固体物理专业研究生，1986年7月取得理学硕士学位。1988年9月，周济进入北京大学化学系学习无机化学，1991年7月取得理学博士。同年，周济进入清华大学材料科学与工程系开始博士后研究工作。
1993年6月，周济在清华大学留校任教，先后出任清华大学助理研究员、副教授、教授、博士生导师、材料系副主任。

## 荣誉和奖项
- 2005年、国家技术发明奖二等奖[2]
- 2016年、国家科技进步奖二等奖[2]
- 2017年11月27日、中国工程院院士[3]